# Юрченя Марина Володимирівна
Юрченя Марина Володимирівна (народилася 9 листопада 1959) — радянська плавчиня, призер Олімпійських ігор. Заслужений майстер спорту СРСР (1976).

## Біографія
Народилася 9 листопада 1959 року в Одесі. Тренувалася у Бориса Зенова. У 1974 році завоювала бронзову медаль чемпіонату Європи на дистанції 200 м брасом. У 1975 році стала чемпіонкою СРСР на дистанції 200 м брасом. У 1976 році знову стала на цій дистанції чемпіонкою СРСР, а на Олімпійських іграх в Монреалі завоювала на цій дистанції срібну медаль.